# シュテファニー・ツヴァイク
シュテファニー・ツヴァイク（Stefanie Zweig, 1932年9月19日 - 2014年4月25日）はユダヤ系ドイツ人の作家、ジャーナリストである。ドイツでベストセラーとなった自伝的小説『名もなきアフリカの地で』（Nirgendwo in Afrika、1995年）で知られる。同作はナチスの手を逃れて移り住んだケニアでの幼少時代をもとに書かれたもので、2002年には映画化され日本でも公開された。ツヴァイクの著作は総計で700万部以上を売り上げ、15言語に翻訳されている。

## 生い立ち
ドイツ国オーバーシュレージエンのレオブシュッツ（現在のポーランド・オポーレ県グウプチツェ）に生まれた。ツヴァイク一家はユダヤ人であったため、1938年にナチスの迫害を逃れアフリカに移った。シレジア地方の中心都市ブレスラウの賑やかな街並みからケニアの貧しい農場に辿りついたのはツヴァイクが5歳の時である。このころの一家は、「両親はなんとかつらい仕事をやりぬいていたものの塞ぎ込みがちであり、いっぽうシュテファニーはといえば元は引っ込み思案だったのに、スワヒリ語を話す活発で冒険好きなティーンエイジャーになっていた」という。1941年、一家のもとにツヴァイクの祖母から葉書きが届く。葉書きには「明日みんなでポーランドに行きます。みんなとても楽しみにしています」とあり、父から祖母がアウシュヴィッツ収容所に送られること、収容所を運営しているのがポーランドを占領したドイツ軍であることを教えられる。祖母はほかの多くの人とともに収容所で殺害された。当時ケニアは英国の植民地であり、ツヴァイクは英国系の寄宿学校に通っていた。第二次大戦が勃発するとツヴァイクの父は英軍兵となっており、この戦争で英国はドイツをはじめ枢軸勢力と交戦したが、戦後1947年にはツヴァイクの父は妻子をドイツに帰している（なお、このとき一家には新たに男の子が生まれている）。
一家のもともとの住まいは戦前までドイツ東部に属していたオーバーシュレージエン（シレジア南東部）にあったが、この地は戦後ポーランド領となりドイツ系住民は追放された。ツヴァイクの父は西独フランクフルトの判事の職を打診されており、一家は同地に落ち着くことになるが、この指名は戦後ドイツにおける司法体系の「非ナチ化」の一環であった（司法の「非ナチ化」にはほかにもナチ党と関わりのないドイツ人しか判事となることができないなどがあった）。
ツヴァイクはフランクフルトのギムナジウム Schillerschule に編入した。ケニア時代に英語を第1言語とするようになっていたため、ドイツ語は再習得する必要があった。このことについてツヴァイクは後にこう語っている。「ドイツ語を勉強し問題なく読み書きができるようになり英語訛りがなくなるまで2か月ほどかかりました。私の母語が英独語のどちらなのかはいまだに判断が付きかねています。数字を数えるときは英語ですし、『不思議の国のアリス』も大好き、くまのプーさんは大事な友達です。ドイツ語のジョークについてはどこがおもしろいのか今でも考え込むことがあります。」
1953年にギムナジウムを卒業したツヴァイクは、フランクフルト地域で発行されていたタブロイド紙 Abendpost のオッフェンバッハ支局にしばらくインターンとして働いたのち、記者として経歴をスタートした。1959年から1988年まで Abendpost とその後身の Abendpost/Nachtausgabe に勤め、1963年からは文化面の編集主任だったが、1988年に同社が倒産し、以後はフリーのジャーナリスト兼作家となる。「後から振り返ってみれば、1988年にA/N紙が倒産したことはツヴァイクにとっても読者にとっても幸福だったと言えるだろう」とフランクフルター・アルゲマイネ紙の2012年の記事にはある。

## 作家として
1978年の第1作 Eltern sind auch Menschen （『親だって人間』）をはじめとして、ツヴァイクは Abendpost 在籍中から何冊か児童向け書籍を刊行している。アフリカを題材とした最初の小説 Ein Mundvoll Erde （『口いっぱいの大地』）も、ヤング・アダルト向け書籍として発表されたもので、キクユ族の少年への恋を描いた同作は各種の文学賞を受賞している。
ツヴァイクはあるインタビューで Ein Mundvoll Erde の成功が大人を対象とした小説を書きはじめるきっかけになったと述べている。「お前は本当に残りの人生を子供向けの本にかまけて過ごすのか、本当の物語を作ろうとは思わないのか、と自問自答したものです。」 1995年の『名もなきアフリカの地で』（Nirgendwo in Afirka）はツヴァイクの代表作であり、本作についてツヴァイク自身は「人を憎んではいけないと勇気をもって娘に伝える父親の話」と簡潔にまとめている。本作は、ツヴァイク一家をモデルとしたレートリッヒ一家が1938年にドイツを逃れてケニアに到着してから1947年にドイツに戻るまでを描いた自伝的小説であり、ドイツでベストセラーとなった。ツヴァイクはこの小説で作家としての地位を確立し、以後12冊の小説を物することになる。Nirgendwo in Afrika の次回作は、その続編となる Irgendwo in Deutschland （『ドイツのどこかで』1996年）で、ドイツに戻った一家の1947年から父親が心不全でなくなる1958年までを扱っている。
2007年からは4連作となる Rothschildallee シリーズを立て続けに出版する（2011年完結）。Rothschildallee （ロートシルト通り）はフランクフルトにある通りで、ツヴァイクが一家でフランクフルトに住んだ時期、長らくこの通りに住まいがあった。2012年には回想録 Nirgendwo war Heimat: Mein Leben auf zwei Kontinenten （『「どこにもなかった」のは家だった : 二つの大陸での私の人生』）を出版している。
ツヴァイクの本は総計で700万部以上出版され、15言語に翻訳されている。2002年には Nirgendwo in Afrika がカロリーヌ・リンク脚本・監督で映画化され、アカデミー外国語映画賞、ドイツ映画賞長編映画賞ほか各種の賞を受賞した。映画化によってツヴァイクにも国際的な関心が集まったが、本人は映画には直接かかわってはいない。
ツヴァイクはジャーナリストとしても仕事を続けており、2013年まで Frankfurt Neue Presse 紙にコラム Meine Welt を連載していた
。
ツヴァイクは2014年4月25日に没した。なお、ツヴァイクのパートナー Wolfgang Häfele も2013年にツヴァイクに先立って亡くなっている。ツヴァイクは生前埋葬を希望していたフランクフルト市内の新ユダヤ人墓地に葬られた。

## 主な著作
邦題は邦訳のあるもの以外については仮のものである。
- (ドイツ語) Eltern sind auch Menschen [親だって人間]. Frankfurt am Main: Fischer. (1978). ISBN 3-439-78103-8
- (ドイツ語) Ein Mundvoll Erde [口いっぱいの大地]. Union-Verlag. (1980). ISBN 3-8139-5356-4. OCLC 38741676 本書は  (ドイツ語) Vivian und Ein Mundvoll Erde [ヴィヴィアンと口いっぱいの大地]. LangenMüller. (2001). ISBN 3-7844-2842-8 として、オリジナルの小説版に「ヴィヴィアン」と題した自伝的導入部を付した新版が発行されている。
- (ドイツ語) Nirgendwo in Afrika [名もなきアフリカの地で]. LangenMüller. (1995). ISBN 3-7844-2802-9. OCLC 34308707
  - シドラ房子 訳『名もなきアフリカの地で』愛育社、2003年。ISBN 4750001597。
- (ドイツ語) Irgendwo in Deutschland [ドイツのどこかで]. LangenMüller. (1996). ISBN 3-7844-2578-X
- (ドイツ語) Doch die Träume blieben in Afrika [されど夢はアフリカに残りき]. LangenMüller. (1998). ISBN 3-7844-2697-2
- (ドイツ語) Karibu heißt willkommen [カリブーはようこその意味]. LangenMüller. (2000). ISBN 3-7844-2801-0
- (ドイツ語) Es begann damals in Afrika [それはあの時のアフリカで始まった]. LangenMüller. (2004). ISBN 3-7844-2963-7
- (ドイツ語) Und das Glück ist anderswo [そして幸せはどこにでも転がっている]. Langen Müller. (2007). ISBN 3-7844-3027-9
- (ドイツ語) Nur die Liebe bleibt [愛だけは残る]. Langen Müller. (2006). ISBN 3-7844-3051-1
- (ドイツ語) Das Haus in der Rothschildallee [ロートシルト通りの家]. Langen Müller. (2007). ISBN 3-7844-3103-8
- (ドイツ語) Die Kinder der Rothschildallee [ロートシルト通りの子供たち]. Langen Müller. (2009). ISBN 3-7844-3158-5
- (ドイツ語) Heimkehr in die Rothschildallee [ロートシルト通りへの里帰り]. Langen Müller. (2010). ISBN 978-3-7844-3240-3
- (ドイツ語) Neubeginn in der Rothschildallee [ロートシルト通りの新たなる始まり]. Langen Müller. (2011). ISBN 978-3-7844-3268-7
- (ドイツ語) Nirgendwo war Heimat: Mein Leben auf zwei Kontinenten [「どこにもなかった」のは家だった : 二つの大陸での私の人生]. Langen Müller. (2012). ISBN 978-3-7844-3310-3